# Kerri Chandler
Kerri Camar Chandler (East Orange, 28 settembre 1969) è un disc jockey e produttore discografico statunitense con un'attività trentennale nel campo della house music.

## Biografia
Kerri Chandler muove i primi passi quando era terminata il periodo disco negli Stati Uniti: cresce in un clima generale dove si andava affermando il sound della techno di Detroit, in parte sperimentato dal lavoro pressoché quotidiano di deejay quali Juan Atkins, Derrick May e Kevin Saunderson, diffuso in locali notturni noti al grande pubblico non solamente americano, dal "Warehouse" di Chicago allo "Zanzibar"  passando dal "Loft and Garage" di New York. Per altro a Chicago si affermava il suono deep house che reinventava la tradizione disco, grazie alle produzioni di un Marshall Jefferson e agli interventi di Frankie Knuckles.
Tuttavia, nella sua zona Chandler è più affascinato dall'ascolto delle selezioni musicali più in voga in quel momento, curate dal veterano DJ Tony Humphries allo Zanzibar: una frequentazione assidua la sua e che gli farà maturare la passione per la musica house e garage house, malgrado egli sia figlio d'arte, visto che il papà di Kerri, Joseph è un deejay. La figura paterna ha certamente contribuito ad ampliare la sua cultura musicale, in particolare verso la prima scena underground newyorkese, anche se probabilmente ancora legato alla disco stile "Philly International", alle forti influenze che mescolano il funk al soul.
Preso dal mondo della produzione discografica musicale, intorno al 1982 inizia a lavorare tredicenne con drum machine e sintetizzatori, al Rally Record Club di East Orange, per poi creare a 21 anni (1990) una piccolissima etichetta discografica – la Express Records di East Orange – che servirà in pratica per promuovere collaborazioni e per produrre altri artisti.

### Gli Anni '90
Il suo debutto nel mondo discografico arriva nel 1990 con la Atlantic Records presentando Get It Off – sotto lo pseudonimo "Three Generations" – e poi con l'EP "SuperLover". Da lì inizia la sua ascesa con uscite su Shelter Records – si pensi a Atmosphere EP del 1993 – e con la sua etichetta discografica Madhouse a partire dalla compilation A Basement, A Red Light, And A Feelin' (1993), diventando un nome sempre più rispettato negli ambienti della house più alternativa della "East Coast". Nel 1996 il suo debutto su King Street col singolo Hallelujah, tappa importante per la sua carriera perché sarà proprio questa label a dargli grande visibilità internazionale. Altra tappa importante sarà l'apertura nel '98 della Sfere Recordings, l'etichetta che utilizzerà per promuovere artisti con dischi che seguano la sua linea musicale, ed è così che conosce e scopre Dennis Ferrer che diventerà socio nella gestione della casa discografica e negli anni a venire sarà uno dei personaggi più importanti della musica dance internazionale, permettendo così a Chandler di fregiarsi di questa importante "scoperta". Più tardi entra in stretta collaborazione con un altro artista, Jerome Sydenham col quale collabora alla produzione di parecchi singoli sull'etichetta di quest'ultimo, la Ibadan. Intanto accresce ulteriormente la sua già cospicua discografia accumulata in meno di 10 anni, e inserisce tra le etichette con cui ha collaborato altri nomi blasonati come Nervous Recordings, EW, Deeply Rooted House, ma soprattutto NRK. Il successo ottenuto come producer lo porterà alla fama anche nel mondo del clubbing, tanto da diventare un DJ molto richiesto in ogni parte del mondo. Anche in Italia, dove è giunto soprattutto grazie agli ingaggi del promoter napoletano Angels of Love. Entra poi nell'orbita Defected che gli affida le consolle di alcuni suoi party e la selezione della serie di compilation "Soul Heaven".

### Anni 2000
Il successo di Kerri Chandler diventa di portata internazionale, grazie anche a una serie di singoli usciti nei primi anni del XXI secolo: Downtown EP (1998), Rain (2000), Bar a Thym (NRK, 2005) e So let the Wind come (King Street, 2005) per poi nel 2006 piazzare la hit The promise. Di rilievo anche la collaborazione con Jerome Sydenham che porta ad alcuni risultati come ad esempio il singolo Deep Penetration. Avviene una rifondazione all'interno della Sfere Recordings che dal 2007 diventa Objektivity: la nuova etichetta fa subito parlare di sé con produzioni di Abicah Soul, i baby Martinez Bros. e soprattutto il remix di Loco Dice di Son of Raw.

## Stile
Kerri Chandler è universalmente riconosciuto come uno dei padri fondatori del genere deep house. Negli anni, pur verificandosi cambiamenti radicali nella comune concezione musicale, Chandler tiene fede a uno stile proprio e altamente riconoscibile: la sua caratteristica è quella di saper combinare e alternare momenti di soul, ricordi musicali del suo passato, inculcati dall'ambiente familiare, a ritmiche dure, suoni elettronici talvolta anche scarni. Nella stragrande maggioranza delle sue produzioni figura l'uso della drum machine Roland TR-909, diventata un must per il genere deep house. Ma più che di deep house, in presenza di Kerri Chandler e di altri artisti come ad esempio i Blaze si parla spesso di New Jersey sound, ovvero una particolare forma di house nata e promossa all'interno dell'area metropolitana a Sud dello stato di New York, che si caratterizza per atmosfere meno calde e suoni più profondi, che incorniciano riff fatti di sintetizzatori.
A tutto ciò, Chandler già a partire dal "The promise" aggiunge un'altra linea musicale che chiamerà "Bigga Beat" caratterizzata da rarefatte sonorità e ritmiche molto dure.